# Sunset Riders
Sunset Riders (サンセットライダーズ, Sansetto Raidāzu) ist ein Shoot ’em up, speziell ein Run-and-Gun-Arcade-Spiel vom japanischen Hersteller Konami aus dem Jahre 1991, mit Western-Thematik. Es folgten Videospiel-Umsetzungen für die Konsolen Sega Mega Drive (1992) und Super NES (1993).

## Gameplay
Das Spiel spielt im Wilden Westen, in einer bewusst humorvollen und klischeehaften Inszenierung. Als Spieler schlüpft man in die Rolle einer der vier Kopfgeldjäger Steve, Billy, Bob oder Cormano, die entweder mit Revolvern oder mit Schrotflinten bewaffnet sind. Im Stil anderer populärer Run-and-Gun-Shoot-'em-ups, wie die Contra-Reihe oder Metal Slug, schießt man sich in den thematisch unterschiedlichen Levels, wie Westernstädten oder einem Canyon, von links nach rechts durch Gegnerhorden zum Levelboss. Diese Bossgegner, von denen man zu Beginn des Levels einen Steckbrief erblicken konnte, gilt es nun mit einer bestimmten Taktik zu besiegen. 
In einigen Levels reitet man auf Pferden, in anderen läuft man auf einem Zug. Nachdem man einige steckbrieflich gesuchte Verbrecher, wie den geldgierigen Großgrundbesitzer Simon Greedwell, den Scharfschützen Hawkeye „Hank“ Hatfield, den reitenden Muskelprotz Dark Horse und die sprengstoff- und dynamitvernarrten Smith Brothers zur Strecke gebracht hat, erhält man den Hauptauftrag. Diesem folgt die Handlung des Spieles in den folgenden Levels. Man soll den reichen britischen Schnösel Sir Richard Rose und zuvor seine Untergebenen, den peitschenschwingenden Mexikaner El Greco, den messerschwingenden Indianer Chief Scalpem (Chief Wigwam in der SNES-Version) und den riesigen, aber dümmlichen Paco Loco erledigen. Zwischen den eigentlichen Levels kann man zwei Mal bei einem Bonus-Spiel Punkte sammeln. Dabei gilt es in einer Ego-Perspektive, bei der nur das eigene Fadenkreuz sichtbar ist, auftauchende Gegner schnell zu treffen. Während des Hauptspieles besitzt man die Möglichkeit, die eigenen Waffen durch das Aufsammeln von Symbolen aufzuwerten (z. B. eine zweite Waffe oder Dauerfeuer).

## Unterschiede zwischen Arcade- und Konsolenfassung

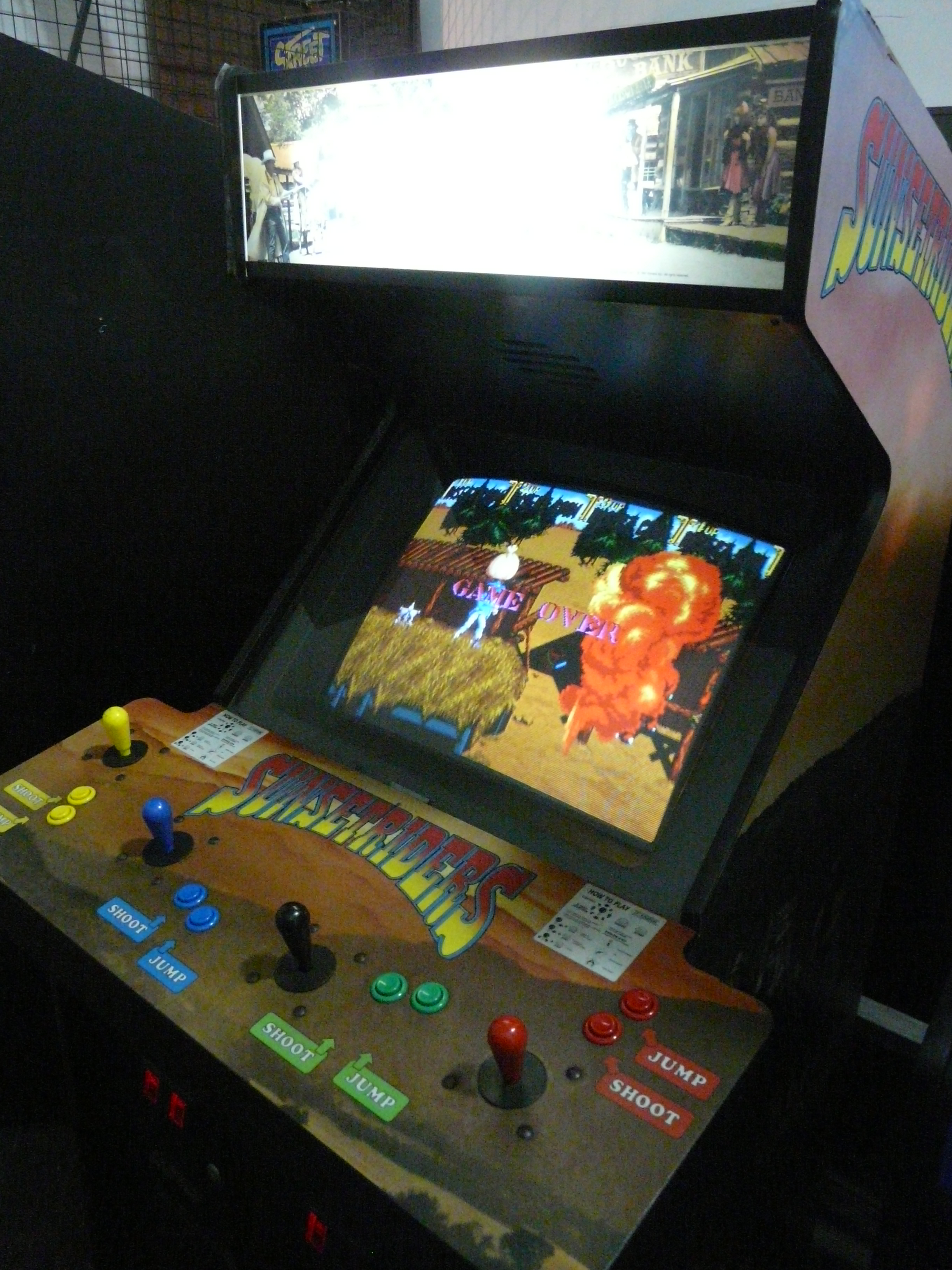
Arcade-Version

Aufgrund technischer Beschränkungen sind die grafische Qualität und der Klang der Konsolenumsetzungen deutlich schwächer als beim Arcade-Original. Die SNES-Version, die dennoch eine Sprachausgabe besitzt, hält sich jedoch näher am Original und schlägt die Mega-Drive-Version in technischer Hinsicht deutlich. Des Weiteren sind die jeweiligen Levels nun kürzer und teils anders gestaltet als in der Arcade-Variante. Zudem können nun höchstens zwei anstatt vier Spieler gleichzeitig spielen. Allerdings ist nun der Schwierigkeitsgrad und die Anzahl der Continues einstellbar (ein Gegentreffer bedeutet sofort den Verlust eines Lebens). Weiterhin gibt es in der SNES-Version keine Indianer und Frauen mehr als Standardgegner. Diese wurden dort, in der Mega-Drive-Fassung gibt es sie weiterhin, gegen Cowboys ausgetauscht. Außerdem spricht ein Bossgegner, der Indianer Chief Wigwam, dort klares Englisch, statt eines klischeehaften Akzents. Des Weiteren fehlen Animationen mit Hinweisen auf Tabak- und Alkoholkonsum. Diese Änderungen sind mit Nintendos Bemühungen zu Beginn der 1990er, ein familienfreundliches Bild zu wahren, zu begründen. Aus dem gleichen Grund sind Tänzerinnen in einem Saloon und in Levels deutlich mehr bekleidet als in den anderen Versionen. Diese tragen dort lange Kleider, anstatt Korsett, Strumpfhalter und Unterwäsche.